# Alphons Joseph
Alphons Joseph (8 de julio de 1973 en Thrissur, Kerala), es un cantante de playback y director de música indio, conocido dentro de la industria del cine Malayalam. En la que consiguió un gran reconocimiento como compositor, tras componer un tema musical para una película titulada "Vellithira". Se hizo conocer como cantante tras lanzar su famosa canción titulada "Aaromale", que fue interpretada para la película "Vinnaithaandi Varuvaayaa", que fue escrita y compuesta por AR Rahman.

## Biografía
Alphons nació en Kaachery cerca Nadathara, Thrissur, Kerala, en el seno de una familia cristiana, dedicada a la música. Su madre era Thankamma y su padre era Koladi Joseph, un tablista y cantante, pero de profesión y un sub-ingeniero de la KSEB. Alphons fue el segundo entre 7 hermanos. Su hermano mayor, Joemon, era pianista y había compuesto temas musicales para dos películas para el cine Malayalam. Su hermano menor, Paulson, fue un exponente muy reconocido y tenía su primer puesto ubicado en el M.A. Hindustani de la Universidad de Dharwad. Fue introducido a la música por el hermano menor de su padre KK Paul, que era un violinista reconocido. Alphons consideró a Philip, como otro talentoso músico de Thrissur, fue su mentor y su gurú. Él fue quien ayudó a Alphons, a que se dedicara a la música clásica occidental y las gazales.
Alphons tenía una formación profesional en la música de Carnatic de Shri. Se dedicó a la música, después de haber recibido el premio "Kala Prathibha", por la Universidad de Calicut entre 1990 a 1992.

## Discografía

### Film scores and soundtracks
| Año  | Película                           | Puntuación | Canciones | Notas          |
| ---- | ---------------------------------- | ---------- | --------- | -------------- |
| 2003 | Vellithira                         | Sí         | Sí        |                |
| 2004 | Manjupoloru Penkutti               | Sí         | Sí        |                |
| 2004 | Jalolsavam                         | No         | Sí        |                |
| 2005 | Iruvattam Manavatti                | No         | Sí        |                |
| 2005 | Makalkku                           | Sí         | No        |                |
| 2007 | Athishayan                         | Sí         | Sí        |                |
| 2007 | Big B                              | No         | Sí        |                |
| 2007 | Black Cat                          | Sí         | Sí        | One song only  |
| 2008 | Pachamarathanalil                  | Sí         | Sí        |                |
| 2008 | Aayudham                           | No         | Sí        | One song only  |
| 2010 | Aathmakatha                        | No         | Sí        |                |
| 2010 | Cocktail                           | No         | Sí        | Two songs only |
| 2010 | Elektra                            | Sí         | Sí        |                |
| 2011 | Payyans                            | No         | Sí        |                |
| 2011 | Seniors                            | No         | Sí        | One song only  |
| 2011 | Uppukandam Brothers Back in Action | No         | Sí        |                |
| 2012 | Asuravithu                         | No         | Sí        |                |
| 2012 | Casanovva                          | No         | Sí        | Two songs only |
| 2012 | Cinema Company                     | Sí         | Sí        |                |
| 2013 | Oidu onthala Oidu Telugu Film      | No         | Sí        |                |
| 2013 | Pranayakadha                       | Sí         | Sí        | Two songs only |

### En la música Playback
| Año  | Canción                    | Película                 | Compositor          |
| ---- | -------------------------- | ------------------------ | ------------------- |
| 2003 | "Velichathin Vellithooval" | Vellithira               | Himself             |
| 2005 | "Kanneeril Pidayum"        | Iruvattam Manavatti      | Himself             |
| 2007 | "Oru Vakkum"               | Big B                    | Himself             |
| 2010 | "Aaromale"                 | Vinnaithaandi Varuvaayaa | A. R. Rahman        |
| 2010 | "Aaromale"                 | Ye Maaya Chesave         | A. R. Rahman        |
| 2010 | "Pontharakame"             | Aathmakatha              | Himself             |
| 2010 | "Vennilavinumivide"        | Cocktail                 | Himself             |
| 2010 | "Lets Dance"               | Elektra                  | Himself             |
| 2010 | "Ormathan"                 | Thriller                 | Dharan              |
| 2010 | "Angine Angine"            | Puthumukhangal           | Shyam Dharman       |
| 2011 | "Doore Vazhiyirulukayaayi" | Payyans                  | Himself             |
| 2012 | "Aaromale"                 | Ekk Deewana Tha          | A. R. Rahman        |
| 2012 | "Engo Odugindrai"          | Pizza                    | Santhosh Narayanan  |
| 2012 | "Nee Yeppo pulla"          | Kumki                    | D Imman             |
| 2013 | "Yaarukkum Thozhan Illai"  | Thanga Meengal           | Yuvan Shankar Raja  |
| 2013 | "Chilena oru mazhaithuli"  | Raja Rani                | G. V. Prakash Kumar |
| 2013 | "Doore"                    | Kaanchi                  | Ronnie Raphael      |
| 2013 | "Spirit of Amen"           | Amen                     | Prashant Pillai     |

### Otras obras
- 2010 Commonwealth Games Theme song (Kerala State version)

## Premios y reconocimientos
- Alphons was awarded the 2004 Film Critics Award for the song Kera Nirakal from the movie Jalolsavam.
- 2011 Amrita TV FEFKA Film Awards - Best Music Director award for the songs of the movie "Atmakadha".
- 2011 Vijay TV Music Awards - Best Debut Singer award for the song Aaromale.
- 2011 L-Channel Film & TV Awards - Best Music Director award for the songs of "Cocktail".
- 2011 Pala Communications Yuva Prathibha Awards - For all the achievements in the year 2010.
- 2011 Radio mirchi music Awards - Best Singer Nomination for VTV Song Aaromale.
- Malayalam music maestro Raveendran commented about Alphons that he is a ‘a composer to watch out for’.